# Saint-Alban-de-Roche
Saint-Alban-de-Roche ist eine französische Gemeinde mit 2.148 Einwohnern (Stand: 1. Januar 2022) im Département Isère in der Region Auvergne-Rhône-Alpes. Sie gehört zum Arrondissement La Tour-du-Pin und zum Kanton L’Isle-d’Abeau. Die Einwohner nennen sich selbst Saint-Albanais.

## Geografie
Die Gemeinde Saint-Alban-de-Roche liegt etwa 32 Kilometer ostsüdöstlich von Lyon. Umgeben wird Saint-Alban-de-Roche von den Nachbargemeinden L’Isle-d’Abeau im Nordwesten und Norden, Bourgoin-Jallieu im Norden und Nordosten, Domarin im Osten, Chèzeneuve im Süden sowie Four im Südwesten und Westen.

## Bevölkerungsentwicklung
| Jahr                       | 1962 | 1968 | 1975 | 1982 | 1990 | 1999 | 2009 | 2021 |
| Einwohner                  | 941  | 944  | 1070 | 1289 | 1545 | 1760 | 1807 | 2113 |
| Quellen: Cassini und INSEE |      |      |      |      |      |      |      |      |

## Sehenswürdigkeiten
- Kirche Saint-Alban
- Paläontologische Fundstätten bei La Grive-Saint-Alban

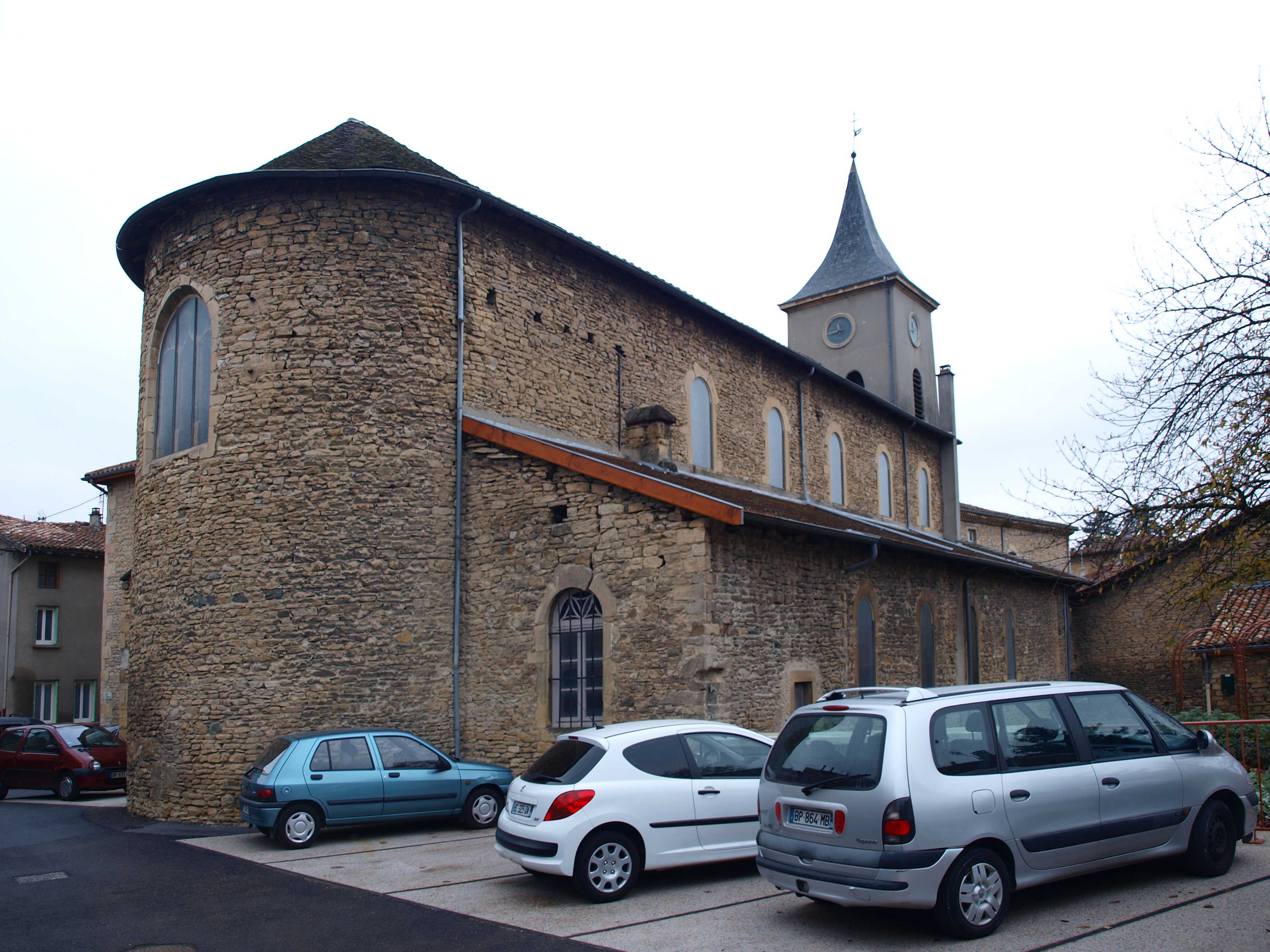
Kirche Saint-Alban

- Taubenturm

## Söhne und Töchter
- Elisabeth Maxwell (1921–2013), Holocaustforscherin und Ehefrau des britischen Medienunternehmers Robert Maxwell, im heutigen Ortsteil La Grive geboren